# Steyr Scout
Steyr Scout (с англ. «Разведчик») — австрийская снайперская винтовка производства фирмы Steyr. Принадлежит к особому классу универсальных винтовок "скаут", предназначенных как для охоты, так и для самозащиты и боя. В классической конфигурации легко узнаваема по оптическому прицелу, вынесенному далеко вперед и расположенному низко над стволом.

## Описание
Винтовка Steyr Scout является образцовым представителем класса винтовок типа "скаут". Этот тип винтовки был предложен и теоретически обоснован в 1980-х гг. известным экспертом по огнестрельному оружию и технике стрельбы Джеффом Купером. До Steyr Scout винтовки типа "скаут" производились только на заказ, в частном порядке. Сам Купер принимал непосредственное участие в длительном процессе разработки, внедрив в конструкцию винтовки множество своеобразных особенностей, которые прямо вытекали из его концепции универсальной винтовки.
Среди них:
- Малый вес (приближен к максимальным 3,5 кг согласно концепции); достигнут применением синтетической ложи, алюминиевой ствольной коробки и ствола тонкого профиля;
- Малая длина, позволяющая классифицировать винтовку как карабин и способствующая удобству обращения;
- Вынесенный далеко вперёд оптический прицел, который не заслоняет периферийное зрение стрелка, способствует быстрой прикладке, устраняет риск травмы глазницы и не мешает перезарядке;
- Складной, резервный диоптрический прицел на случай поломки оптического прицела или его отсутствия;
- Мощный патрон, позволяющий поражать живые мишени весом до 450 кг;
- Возможность перехода в однозарядный режим (магазин при этом снижается с помощью защёлки, переходя в режим «магазин в резерве»);
- Встроенные в цевьё складные полимерные сошки;
- Гнездо для запасного магазина в прикладе;
- Дополнительное крепёжное место для антабки ремня, позволяющее использовать биатлонный хват с фиксацией слабой руки ремнём;

Благодаря этим особенностям, по задумке Купера, винтовка Steyr Scout может использоваться в целом ряде огневых ситуаций, способствует быстрой интуитивной стрельбе навскидку, подходит для длинных переходов и непредсказуемых ситуаций в условиях длительной автономности, расширяет тактический арсенал стрелка. Согласно концепции Джеффа Купера, Steyr Scout должна обладать кучностью не менее 2 MOA на дистанции 200 м и гарантировать поражение ростовых мишеней на дальности до 450 м без использования оптического прицела.
Основной вариант Steyr Scout использует винтовочный патрон калибра 7,62×51 мм NATO, либо патрон 7mm-08 Remington. Также выпускаются винтовки в калибрах .376 Steyr (модификация под более мощный патрон под неофициальным названием Dragoon Scout) и 5.56х45 НАТО (он же .223, менее мощная модификация под неофициальным названием Cub Scout). Технически представляет собой винтовку на патентованной Штайровской схеме продольно скользящего поворотного затвора SBS, с отъёмным 10-зарядным магазином. Из-за малого веса и мощного патрона обладает достаточно резкой и сильной отдачей.
Вариант Steyr Elite (ранее Steyr Tactical Elite) отличается вороненым затвором с увеличенной рукояткой, утяжелённой конструкцией, встроенной планкой Пикатинни, настройками щеки и затыльника приклада; предназначен прежде всего для использования правоохранительными органами. На этом варианте, как и на базовой модели с установленной дополнительной прицельной планкой, оптический прицел можно установить в традиционной позиции, ближе к глазу стрелка.
Винтовка приобрела широкую известность после того, как её модель была использована в популярной компьютерной игре Counter-Strike (Игроки чаще всего называют её "Мухой" из-за малой, на фоне "Слона" или "Слонобоя",альтернативной снайперской винтовки AWP, мощности).

## Steyr Scout в популярной культуре
- В компьютерной игре Warface. Продаётся в коробках удачи, имеет самую малую эффективную дальность среди снайперских винтовок, но присутствует высокий минимальный урон, быстрое прицеливание и ещё несколько отличительных особенностей, резко выделяющих её среди прочих снайперских винтовок.
- В серии компьютерных игр Counter-Strike (В Counter Strike: Global Offensive была заменена на SSG 08)
- В компьютерной игре Left 4 Dead 2
- В компьютерной игре Battlefield Hardline
- В компьютерной игре Battlefield 4
- В компьютерной игре Spec Ops: The Line
- В компьютерной игре Medal of Honor: Warfighter
- В компьютерной игре CrossFire
- В компьютерной игре DayZ
- В компьютерных играх Rainbow Six: Vegas; Rainbow Six: Vegas 2
- В мобильной игре Modern Strike
- В  оружейном симуляторе-игре «World of Guns: Gun Disassembly» можно ознакомиться  с реальным функционированием 3D модели Steyr Scout.
- В онлайн-игре "Битвы снайперов"
- В фильме «Игра на выживание» («Beyond the Reach») 2014 года
- В онлайн-игре BLOCKPOST
- В онлайн-игре на платформе Roblox "Phantom Forces"
- В онлайн-игре на платформе Roblox "Criminality"
- В онлайн-игре Surviv.io
- В онлайн-игре Gats.io
- В онлайн-игре Strike Force Heroes